# Museum voor Dierkunde Auguste Lameere
Het Museum voor Dierkunde Auguste Lameere (Frans: Musée de zoologie Auguste Lameere) is een museum in Brussel. Het aan het dierenrijk gewijde museum is genoemd naar Auguste Lameere (1862-1942), een eminent entomoloog van de Université libre de Bruxelles (een Franstalige Brusselse universiteit).
Het museum werd opgericht in 1860 en is het oudste museum van de ULB. Er worden ongeveer 3000 stukken tentoongesteld, verdeeld over 122 vitrinekasten. Een van de topstukken is een coelacant die in 1981 werd gevangen.
Het museum bevindt zich een zaal op de Campus Solbosch van de ULB en is geopend op werkdagen van 13 tot 17 uur. De toegang is gratis.